# Kati Roivas
Kati Roivas, född 9 september 1994 i Libelits i Finland, är en finländsk längdskidåkare som tävlar i långloppscupen Ski Classics. 
Efter utbildning på idrottshögskolan i Sotkamo och ett år på universitetet studerade Roivas fyra år i USA och tävlade i Division 1 i NCAA-mästerskapen.
Roivas debuterade i Ski Classics säsongen 2020/21 på en tävling i Toblach-Cortina och deltog även i Vasaloppet. Resten av säsongen förstördes på grund av de frostskador hon ådrog sig i det schweiziska långloppet La Diagonela.
År 2023 kom hon på sjunde plats totalt i damklassen, och under 2024 har hon kommit på pallplats fyra gånger i rad.
I februari 2024 
vann Roivas Tjejvasan efter en spurtstrid och veckan efter blev hon trea i Vasaloppets damklass.